# Adriopea pallidata
Adriopea pallidata is een keversoort uit de familie boktorren (Cerambycidae). De wetenschappelijke naam van de soort is voor het eerst geldig gepubliceerd in 1910 door Broun.